# مهرپور-۱
مهرپور-۱ (به لاتین: Meherpur-1) یک منطقهٔ مسکونی در بنگلادش است که در ناحیه مهرپور واقع شده‌است.